# Metacritic
Metacritic — вебсайт, який збирає відгуки про музичні альбоми, відеоігри, фільми і телевізійні шоу. Для кожного продукту вираховується середня числова оцінка всіх опублікованих оглядів. Уривок з кожного огляду надається разом з посиланням на джерело. Три кольори — зелений, жовтий і червоний узагальнюють ставлення критика. Це дає уявлення про загальну привабливість продукту серед рецензентів і, меншою мірою, серед громадськості. Metacritic був створений Джейсоном Дітцем, Марком Дойлом і Джулі Дойл Робертс у 1999 році, а станом на 2023 рік належить Fandom, Inc.
Сайт дещо схожий на Rotten Tomatoes, але результати іноді дуже відрізняються, здебільшого через спосіб оцінювання на Metacritic, де кожний огляд розглядають у відсотковому відношенні, перш ніж вираховувати середній рейтинг.
Хоча Metacritic використовувався для огляду книг, після виходу «Гаррі Поттер і смертельні реліквії» їхнє регулярне висвітлення майже припинилось, за винятком невеликої кількості великих релізів.

## Історія
Metacritic був запущений в січні 2001 року, після двох років розробки, Марком Дойлом, його сестрою Джулією Дойл Робертс та Джейсоном Дітцом. 2005 року розробники продали власний проєкт вебсайту CNET. Станом на 2018 рік, Metacritic та CNET належать CBS Corporation.
У серпні 2010 року вигляд вебсайту був значно оновлений.

## Рейтингова шкала
| Назва рейтингу                               | Назва рейтингу                                 | Відеоігри | Кіно/телебачення/музика |
| -------------------------------------------- | ---------------------------------------------- | --------- | ----------------------- |
|                                              | Загальне визнання (Universal acclaim)          | 90–100    | 81–100                  |
| Здебільшого схвальні (Generally favorable)   | 75–89                                          | 61–80     |                         |
|                                              | Змішані або середні (Mixed or average)         | 50–74     | 40–60                   |
|                                              | Здебільшого несхвальні (Generally unfavorable) | 20–49     | 20–39                   |
| Переважне несхвалення (Overwhelming dislike) | 0–19                                           | 0–19      |                         |